# Robert Hemmrich
Robert Hemmrich (1. květen 1871 Jablonec nad Nisou – 15. duben 1946 tamtéž) byl v Čechách narozený, německy hovořící stavitel, jehož díla se nacházejí především v Jablonci nad Nisou a okolí, ale také v Sasku a v Rakousku.

## Biografie
Vystudoval stavební průmyslovku v Liberci společně s Josefem Zaschem a Adolfem Loosem v letech 1885–1889. Podnikl několik studijních cest do Německa, Itálie a Švýcarska. Stavitelské zkoušky složil roku 1895 v Linci. Ve volném čase rád pobýval v Jizerských horách a Krkonoších. Jeho dcera o otci tvrdí, že splněným snem bylo prosazení zřízení funkce městského stavitele – urbanisty v městské radě. Touto osobou se stal Robert Hemmrich. Důležitost a nezastupitelnost této myšlenky se projevuje i v dnešních dnech, kde v osvícených různých městských radách zastupitelů je zřizována obdobná funkce se stejnou náplní.
První světové války se zúčastnil jako nadporučík a získal vyznamenání Signum laudis. 

## Dílo

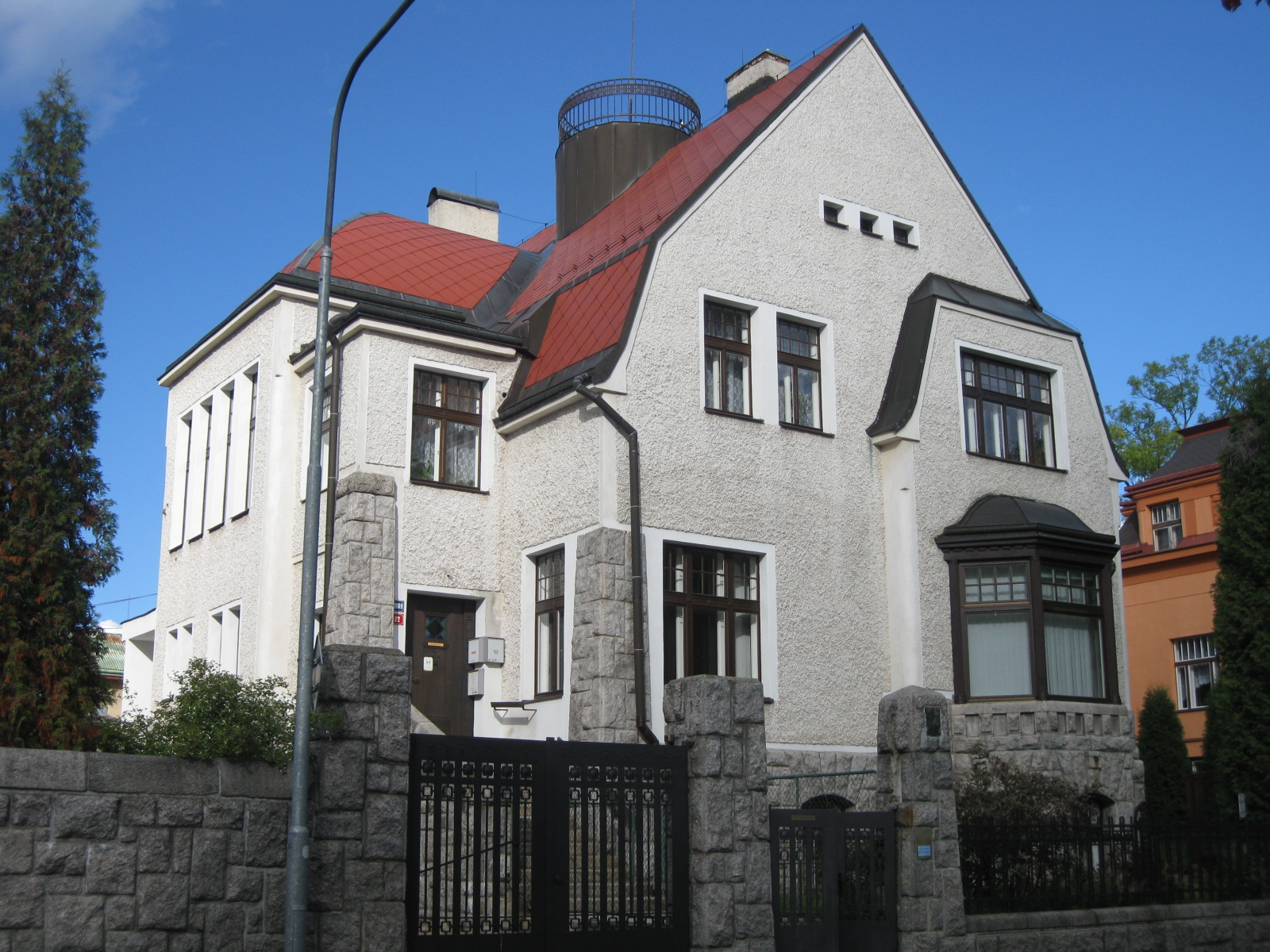
Vila Maxe Jägera, Jablonec nad Nisou, ul. 28. října čp. 1969

Za svůj život vytvořil 981 staveb podle svých projektů, kterých bylo celkem cca 3 000. Jeho rukopis má formu historizujících staveb přes secesi až k moderně a funkcionalismu. Z uvedeného množství uskutečněných staveb se jich přibližně 500 nacházelo v Jablonci a jeho okolí. Ostatní stavby se nacházejí v prostoru od Drážďan až po Vídeň.
V Libereckém kraji jsou to zejména stavby v Albrechticích (dnešní DETOA), v Jablonci (lázně, pečovatelský palác, starobinec, kavárny, vily), v Liberci (hotel), v Jizerských horách rozhledny (Černá studnice, Bramberk, Proseč).

### Realizace
- 1909 Vila Josefa Jägera, Jablonec nad Nisou, ul. 28. října 24, čp. 1970[4]
- 1912 Vila Maxe Jägera, Jablonec nad Nisou, ul. 28. října 22, čp. 1969[5]
- 1915 Kostel sv. Josefa, Loučná nad Nisou[6][7]
- 1928 Neoklasicistní vila s přidruženou dílnou ve dvorním traktu pro majitele firmy "Aramis Werke" Aloise Krause, Jablonec nad Nisou, čp. 2570, Palackého 10.

## Galerie

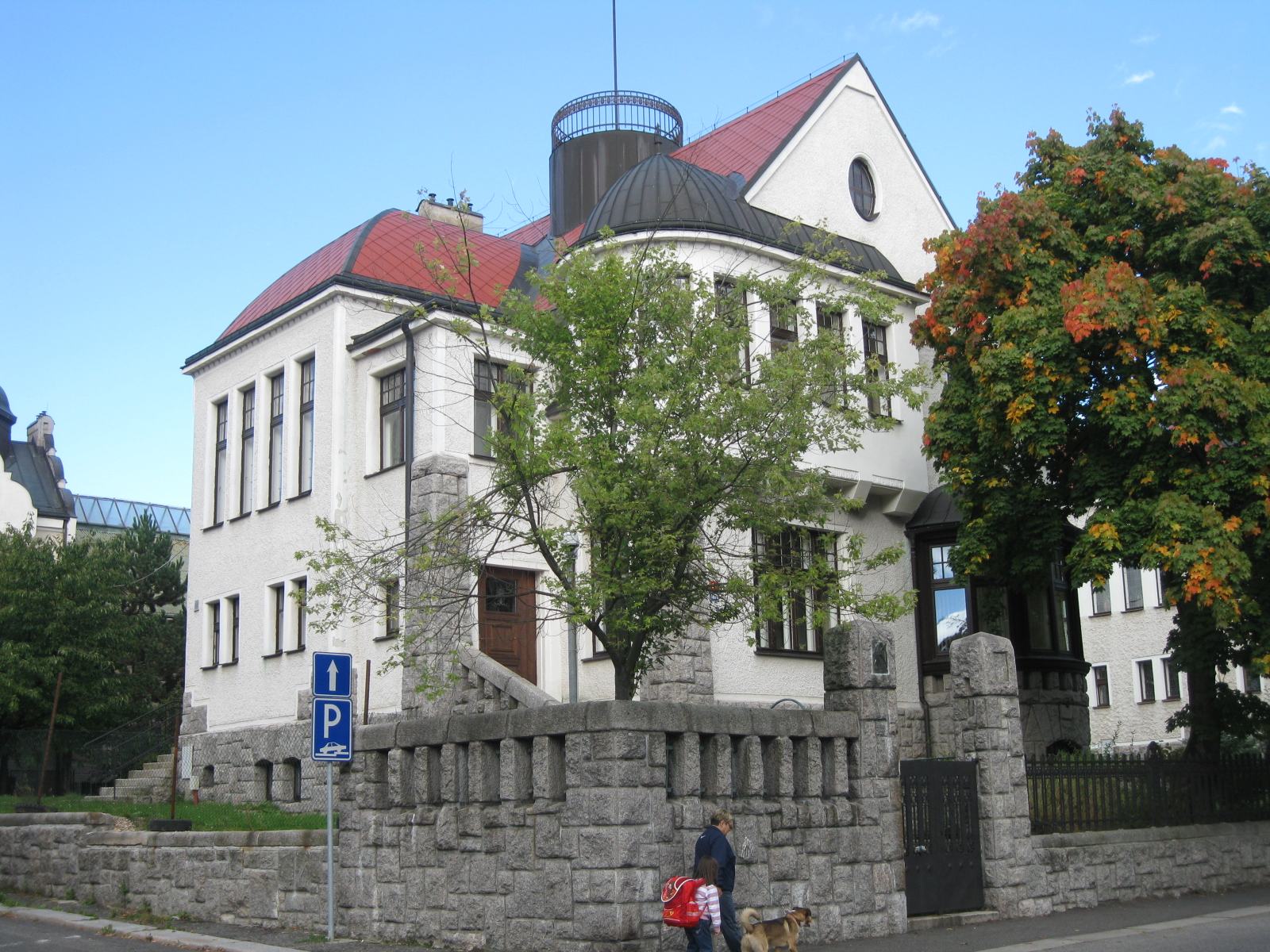
Vila Josefa Jägera, Jablonec nad Nisou
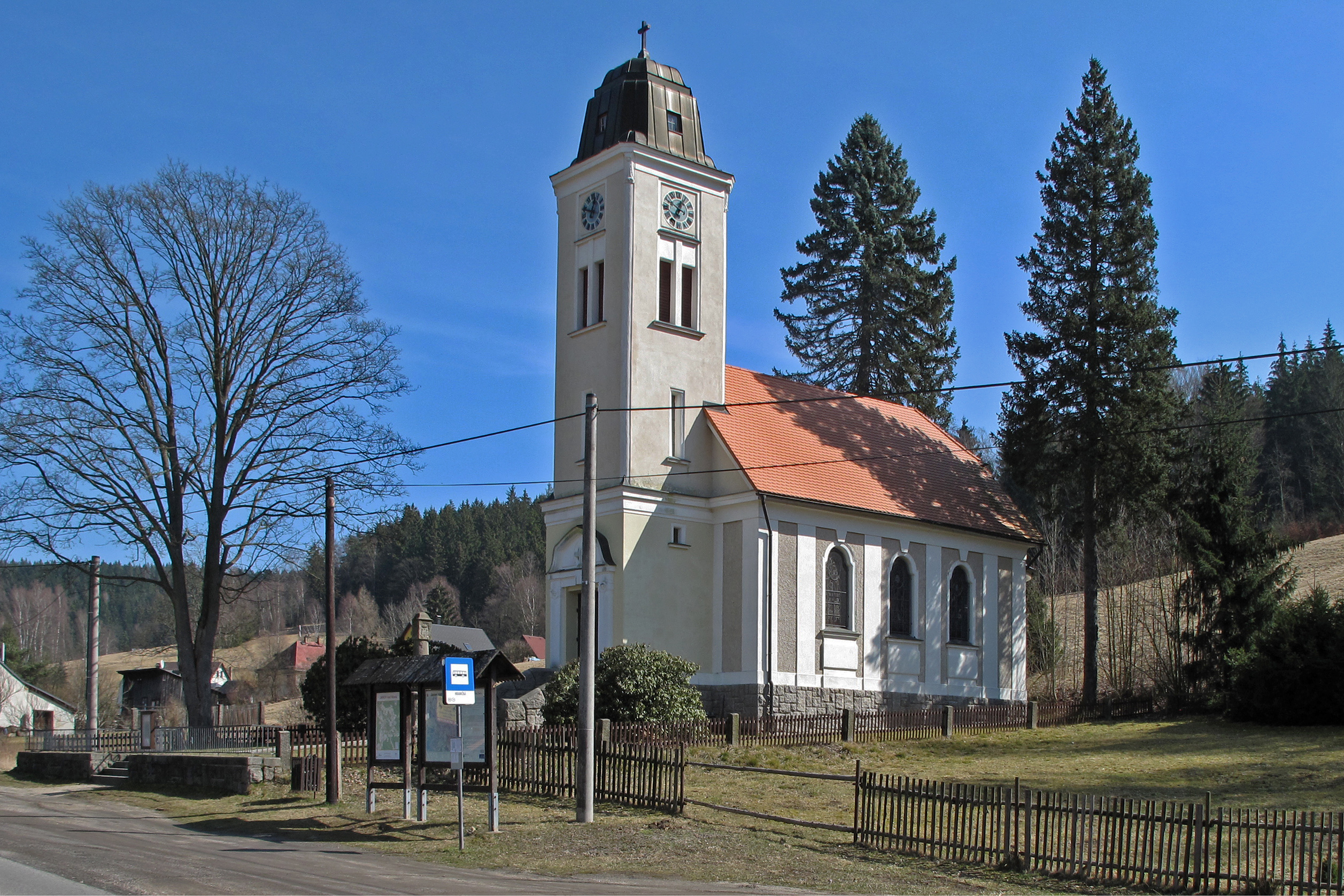
Kostel sv. Josefa, Loučná nad Nisou
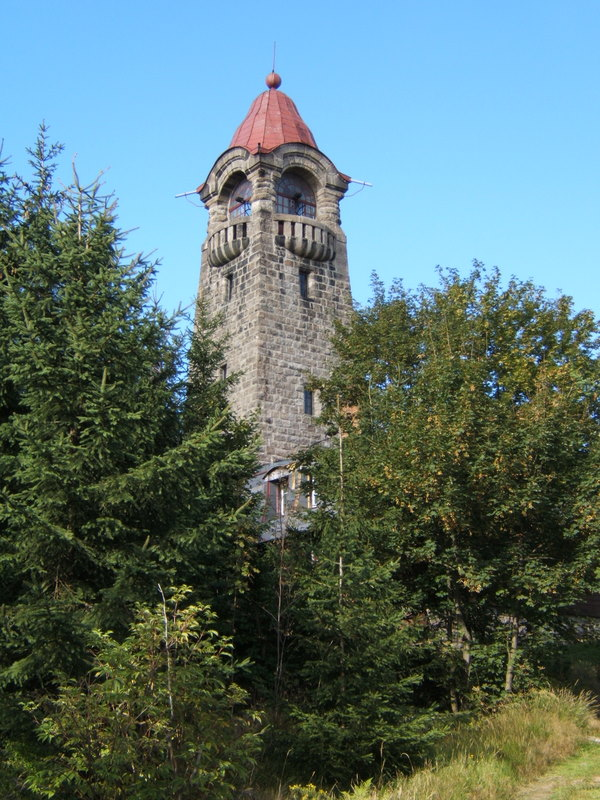
Rozhledna na Černé studnici.
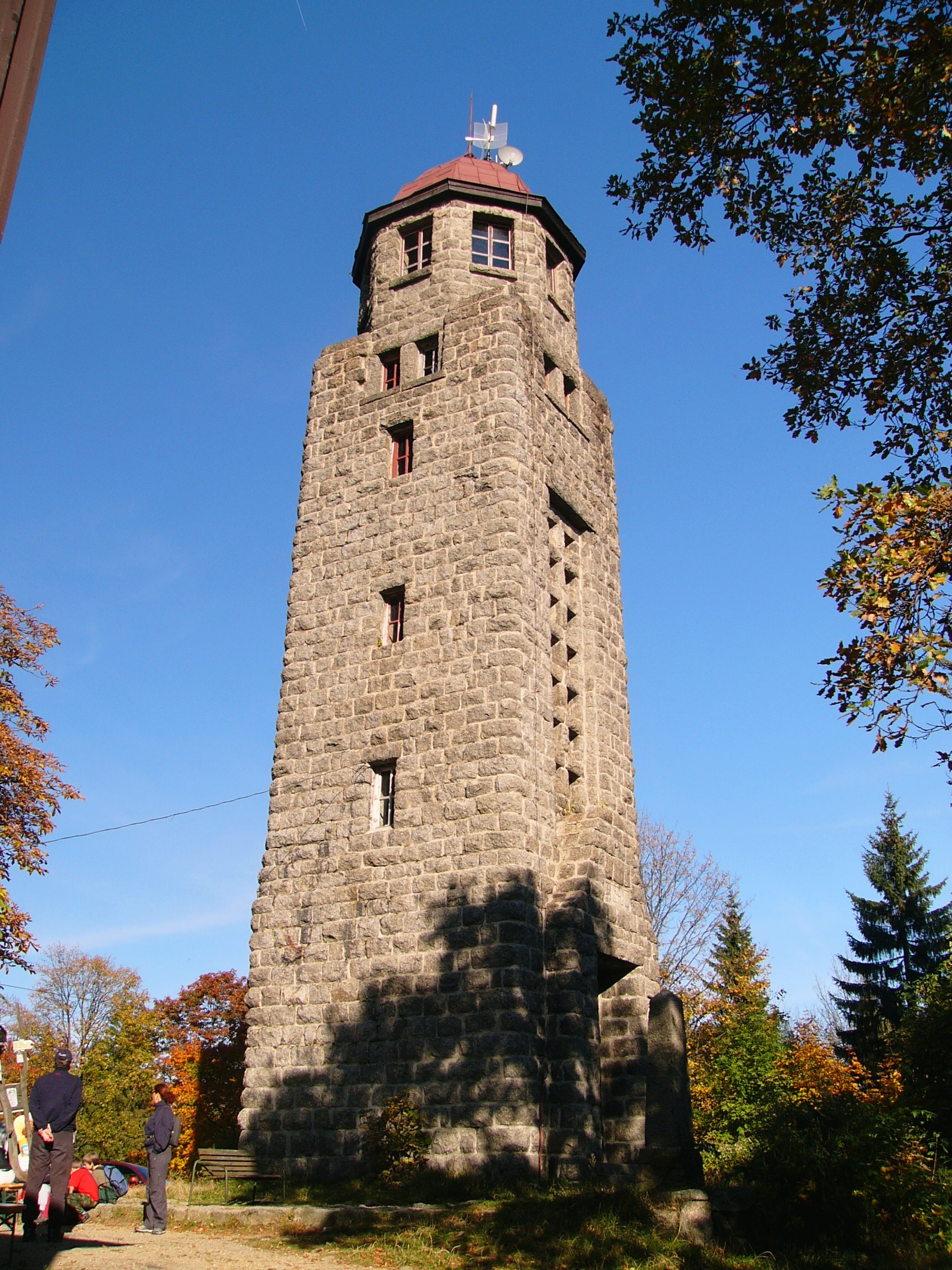
Rozhledna na Bramberku
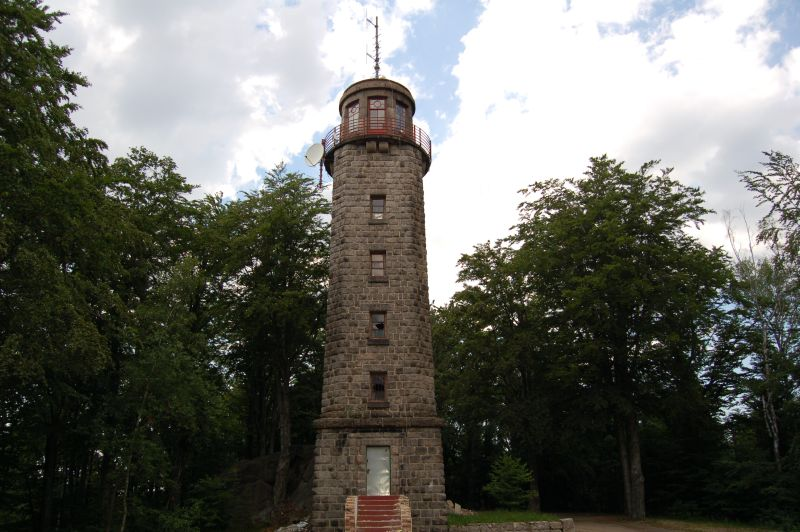
Rozhledna Na Proseči,
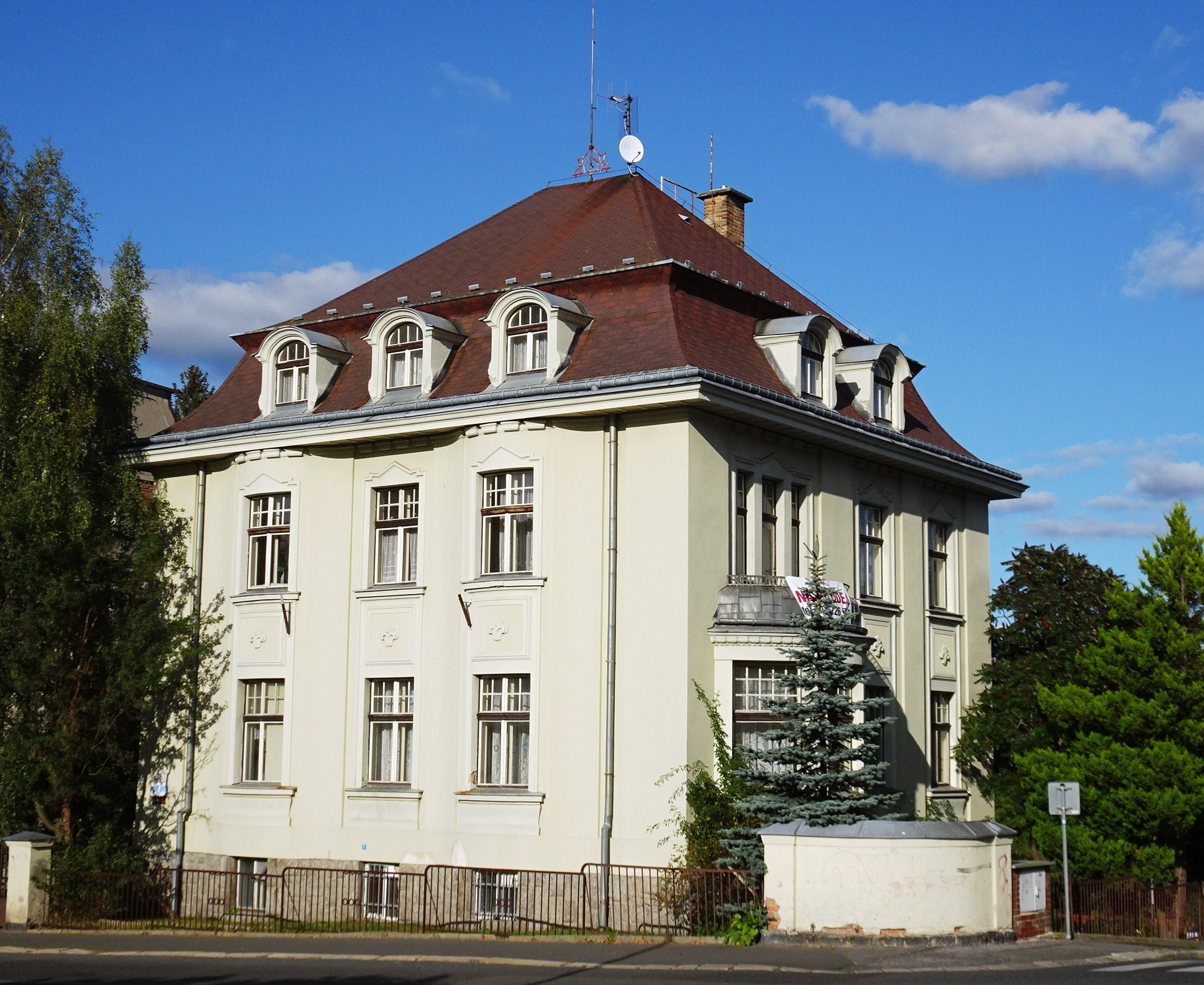
Vila Aloise Krause, Jablonec nad Nisou.